# Silikonleitung
Silikonleitung und Silikonkabel sind Leitungen bzw. Kabel, die mit Silikongummi isoliert sind. Sie sind vorrangig für den Einsatz bei besonders hohen wie auch besonders niedrigen Umgebungstemperaturen geeignet.

## Eigenschaften
Als Isolation der einzelnen Adern wie auch der Ummantelung der Leitung wird ein Silikongemisch verwendet. Silikongummi hält hohen Temperaturen stand ohne zu schmelzen. Bei Kälte wird Silikongummi nicht hart und brüchig. Der Einsatztemperaturbereich liegt z. B. bei -50…180 °C, kurzzeitig 200 °C.
Die Kupferleiter von Silikonleitungen sind in der Regel verzinnt, um Oxidation bei den erhöhten Temperaturen zu vermeiden. Es kommen Volldrähte oder Litzen zum Einsatz.
Silikonleitungen sind halogenfrei und können daher in öffentlichen Gebäuden eingesetzt werden.
Ein Problem von silikonisolierten Leitungen ist die vergleichsweise geringe Kerbfestigkeit des Gummis.

## Verwendung
Silikonleitungen werden im Niederspannungsbereich unter anderem verwendet:
- bei erhöhten Temperaturen (Stahlwerke, Schiffbau, Schweißereien, Küchenherde)
- wenn Kontakt mit heißen Oberflächen auftreten kann (Saunaöfen, Leuchten, Thermoelementleitungen)
- bei niedrigen Temperaturen (Flugzeugbau)

Silikonleitungen können andere hitzebeständige Leitungen ersetzen, deren Isolation aufwändig oder problematisch ist (Asbestgewebe, Keramikperlen, Textilgewebe).

## Alternativen
- Keramik hält bis zu 1000 °C stand und wird nach wie vor eingesetzt, für flexible Heizdrähte mit konischen Isolierperlen, die sich überdecken
- Glasuren (sog. „keramikisolierte“ Drähte[3] oder Keramikdrähte) besitzen einen nickelplattierten Kupferleiter (bis 500 °C)
- Polytetrafluoräthylen (PTFE, TeflonTM, bis 260 °C[4]) ist wenig flexibel, nicht halogenfrei und teuer, es wird voll oder als Bandagierung eingesetzt, Leiterwerkstoff ist oft versilbertes Kupfer
- Ethylen-Tetrafluorethylen-Copolymer (ETFE, TefzelTM, bis 150 °C[5]) ist nicht halogenfrei und wird u. a. für wire wrap-Draht verwendet (verzinnter Volldraht als Leiter)
- Strahlenvernetzte Thermoplaste (z. B. Polyvinylchlorid, Polyolefin (Betatherm145[6], XLS[7], halogenfrei), Polyethylen (PEXc, halogenfrei)) sind zunehmend Alternativen für Silikongummi, sind jedoch weniger elastisch. *Spezielles Polyurethan lässt sich ebenfalls strahlenvernetzen und ist dann hoch flexibel, kerbfest, halogenfrei und hitzebeständig.